# 힐러리 린지
힐러리 린지(Hillary Lindsey)는 미국의 가수, 작곡가이다.